# Manisha Koirala
Pour les articles homonymes, voir Koirala.
Manisha Koirala (népalais : मनिषा कोइराला), est une actrice, productrice et réalisatrice népalaise travaillant en Inde, née le 16 août 1970 à Katmandou, au Népal.
Considérée comme étant l'une des plus grandes actrices de sa génération, elle est reconnue pour l'intensité dramatique de ses longs métrages, sa capacité à se fondre dans ses personnages et l'audace de ses choix, alternant entre films commerciaux et cinéma parallèle. Elle a ainsi remporté de multiples récompenses, parmi lesquelles 3 Filmfare Awards, 1 Smita Patil Memorial Award  et 1 Bengal Film Journalists' Association Awards.
Au cours de sa carrière, elle joue dans de nombreux films marquants comme : Bombay, Khamoshi: The Musical, Gupt, Dil Se, Lajja et Company.
À l'apogée de sa carrière elle fut l'une des actrices les mieux payées de Bollywood avec un salaire de 10 millions de roupies.
Elle maîtrise les danses traditionnelles indiennes : le bharata natyam et le manipuri.

## Jeunesse et vie privée
Manisha Koirala, née le 16 août 1970 à Katmandou (Népal), est la fille de Prakash et Sushma Koirala, membres d'une éminente famille de politiciens népalais. Son grand-père Bishweshwar Prasad Koirala a été Premier ministre du Népal de 1959 à 1960, ainsi que deux de ses grands-oncles, Girija Prasad Koirala et Matrika Prasad Koirala. Elle étudie au lycée Vasant Kanya Mahavidhyalaya (MDV) de Bénarès (Inde) jusqu'à la classe de terminale puis elle intègre la Army Public School (Dhaula Kuan, New Delhi). Son ambition est d'être médecin, mais un passage dans le monde du mannequinat lui ouvre les portes de Bollywood.
En juin 2010 Manisha Koirala épouse l'homme d'affaires Samrat Dahal dont elle divorce deux ans plus tard.

## Carrière
Débuts (1989-1993)
Son premier film est Pheri Bhetaula (Nous nous reverrons), un film népalais sorti au début de l'année 1989.
La carrière de Manisha Koirala débute véritablement en 1991 avec Saudagar de Subhash Ghai. Cependant, les nombreuses stars présentes dans ce film à succès, comme Dilip Kumar ou Raaj Kumar (en), éclipsent sa performance. Ses films suivants passent inaperçus, elle enchaîne les rôles dans plusieurs films dramatiques Dhanwaan, Milan entre 1991 et 1994.
Ascension (1995)
C’est Bombay (1995) de Mani Ratnam qui lui apporte le succès auprès du public ainsi qu'auprès des critiques qui lui décernent le Filmfare Award de la meilleure actrice décerné par les critiques  pour son rôle d'une musulmane mariée à un hindou prise dans la tourmente des émeutes de Bombay. C’est le début de la célébrité. Même si ses autres communiqués Anokha Andaaz, Guddu, Ram Shastra et le très attendue Akele Hum Akele Tum échouent au box-office. Néanmoins Criminal où elle tient le rôle vedette est un succès surprise au box-office. Ce succès surprend les analystes car aucune tête d'affiche masculine n'est présente.
Succès (1996-1999)
Avec un statut d'actrice récompensé par la prestigieuse cérémonie des Filmfare Awards, les propositions s'accumulent. Elle ouvre l'année 1996 avec Dushmani et Yeh Majhdhaar, les deux films sont des échecs critiques et commerciaux. Néanmoins son troisième communiqué Agni Sakshi change la donne. Elle donne la réplique à Jackie Shroff et Nana Patekar elle joue le rôle d'une jeune femme tiraillée par son passé qui tente de trouver le bonheur dans les bras de Jackie Shroff. Le film est un triomphe au box-office. 
Manisha Koirala est la troisième actrice les mieux payée avec un salaire de 1 crore par film devant Urmila et Kajol mais derrière Madhruri et Karisma. Khamoshi : The Musical (1996) de Sanjay Leela Bhansali est boudé par le public mais suscite l’intérêt des critiques qui lui décernent à nouveau un prix d’interprétation. Toujours la même année, Koirala interprète le rôle d'Aishwarya dans Indian, une production tamoule signée Shankar,. En 1997, Rajiv Rai lui propose le rôle principal dans Gupt: The Hidden Truth. Le film obtient un grand succès au box-office. À la suite d'un malentendu avec Sanjay Leela Bhansali Manisha refuse le rôle principal dans Hum Dil De Chuke Sanam
Son premier film de l'année est Kachche Dhaage réalisé par un nouveau venu, Milan Luthria. Elle partage la vedette avec Ajay Devgan et Saif Ali Khan. Le film reçoit des critiques mitigées l'interprétation de Manisha laisse de marbre la critique. Aussi le film est néanmoins un hit au box-office en récoltant plus de 16 crores. Son film suivant Laawaris est un film d'action ou elle donne la réplique au nouveau venu Akshaye Khanna. Son interprétation d’assistante d'avocat est mal reçu par la critique qui juge son rôle comme potiche sans aucun intérêt. Dans Lal Baadshah, elle joue pour la première fois avec la superstar Amitabh Bachchan. Elle interprète le rôle d'un agent d'assurance-vie qui s'éprend de Bachchan. La critique considère de nouveau ce rôle comme étant fade où seules les séquences de chant et de danse permettent de la mettre en avant. Sans surprise le film flop au box-office.
Elle tourne ensuite dans une production tamoule intitulée Mudalvan. Ses films suivants Jai Hind et Kartoos n'arrangent pas les choses qui flopent au box-office et la critique les considère comme du déjà-vu. Néanmoins la chance finit par tourner avec Mann qui devient son plus gros succès commercial de l'année.
Confirmation en demi-teinte (2000-2002)
Manisha choisi de privilégier des films avec l'acteur Sanjay Dutt qui était alors au sommet de sa carrière. Aussi la belle ouvre l'année avec le très attendu Khauff de Sanjay Gupta. Manisha interprète le rôle d'une hôtesse de l'air, qui est témoin du meurtre d'un inspecteur de police (Mukesh Khanna) commis par Samrat Singhania (Parmeet Sethi). Sa performance est très bien accueillie par la critique qui s'accorde à dire qu'en presque une décennie Manisha n'a pas perdu de sa superbe. Le film échoue néanmoins à la billetterie,. Ses films suivants (Baaghi, Raja Ko Rani Se Pyar Ho Gaya) échouent au box-office. L'actrice ferme l'année avec le film d'action Champion. Elle donne la réplique à Sunny Deol. Néanmoins son rôle de top-modèle est mal reçu par la critique qu'il considère le film comme n’était pas digne de Manisha. le film réussit à recouvrir son budget,.

L'année suivante, dans Company de Ram Gopal Varma, son interprétation de la compagne d'un mafieux dans un univers violent et masculin, lui permet de recevoir pour la troisième fois le Prix de la meilleure actrice décerné par les critiques. Avec ce nouveau prix Manisha devient l'une des actrices les plus récompense dans cette catégorie, le film est un hit au Box-office. Manisha enchaîne avec la superproduction Jaani Dushman - Ek Anokhi Kahani film fantastique le long métrage peine à séduire la critique malgré de bons résultats au box-office le film est qualifié de flop car il n'arrive pas à recouvrir son budget colossal. L'actrice ferme l'année avec Ek Chotisi, le film fait scandale en Inde de par son sujet. La haute cour de Mumbai ira jusqu’à suspendre la diffusion du film avant que l'interdiction soit levée. Koirala interprète le rôle de Sanju qui se trouve être l’obsession sexuelle de son jeune voisin. Les scènes osées ont été interprétés par une doublure,. Malgré la controverse le film est un succès majeur au box-office.

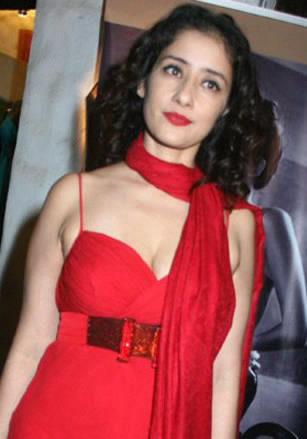
Manisha Koirala en 2008.

Au début de l'année 2003, Manisha achève le tournage Escape from Taliban. Le long métrage narre l'histoire d'une Indienne qui épouse un Afghan et qui se retrouve séquestrée avec sa fille à Kaboul dans une société machiste. Manisha reçoit pour son interprétation le Bengal Film Journalists' Association Awards de la meilleure actrice.
Depuis 2010
En 2010 on la voit dans Ek Second: Jo Zindagi Badal De aux côtés de Jackie Shroff. Suit Dharma qui devient un événement au Népal car l'actrice revient au cinéma népalais après 22 ans d'absence.
L'année suivante, elle renoue avec le succès commercial grâce au film tamoul, Mappillai, pour lequel elle obtient des critiques honorables et est nommée au Filmfare Awards tamoul de la meilleure actrice. Toujours en 2011, Manisha Koirala se fait remarquer dans I Am, film à sketchs d'Onir qui à travers des histoires individuelles, explore les problèmes de la société indienne : homophobie, pédophilie, violence… Le film attire un public limité mais est encensé par la critique et reconnu dans les festivals.
En 2012 ayant gardé une très bonne relation avec le réalisateur Ram Gopal Varma elle décroche le premier rôle dans Bhoot Returns. Malgré l’enthousiasme des médias, le film ne réussit pas à recouvrir son budget de 7 crores.

## Filmographie

### Actrice
- 1991 : Saudagar de Subhash Ghai : Radha
- 1991 : First Love Letter de Shiva : Radha
- 1992 : Yalgaar de Feroz Khan : Meghna Kumar
- 1993 : Insaniyat Ke Devta de K.C. Bokadia : Nisha
- 1993 : Anmol de Ketan Desai : Anmol
- 1993 : Dhanwaan de K. Vishwanath  : Imli
- 1994: 1942 : A Love Story de Vidhu Vinod Chopra : Rajeshwari Pathak
- 1994 : Yuhi Kabhi de Kumar Bhatia : Pooja
- 1994 : Sangdil Sanam de Shomu Mukherjee : Sanam
- 1995 : Dushmani : A Violent Love Story de Bunty Soorma et Shekhar Kapur : Sapna Oberoi
- 1995 : Criminal (hi) de Mahesh Bhatt : Shweta Kumar
- 1995 : Akele Hum Akele Tum de Mansoor Khan : Kiram Kumar
- 1995 : Anokha Andaaz de Lawrence D’Souza
- 1995 : Guddu de Prem Lalwani : Salina Gupta
- 1995 : Bombay de Mani Ratnam : Shaila Bano
- 1995 : Ram Sastra de Sanjay Gupta : Anjali Sinha
- 1996 : Agni Sakshi de Parto Ghosh : Shivangi Kapoor
- 1996 : Majhdhaar de Esmayeel Shroff : Radha Rai
- 1996 : Khamoshi : The Musical de Sanjay Leela Bhansali : Annie J. Braganza
- 1996 : Indian de S. Shankar : Ishwarya
- 1997 : Sanam de Aziz Sejawal: Sanam
- 1997 : Loha de Kanti Shah
- 1997 : Gupt : The Hidden Truth de Rajiv Rai : Sheetal Choudhry
- 1997 : Dil Ke Jharoke Main de Ashim Bhattacharya : Suman
- 1997 : Dil Deewana Maane Na de Naresh Malhotra
- 1998 : Yugpurush : A Man Who Comes Just Once in a Way de Parto Ghosh : Sunita
- 1998 : Salaakhen de Guddu Dhanoa : Apparition spéciale
- 1998 : Achanak de Naresh Malhotra: Pooja
- 1998 : Dil Se de Mani Ratnam : Meghna
- 1998 : Maharaja de Anil Sharma : Shaili Mathur
- 1999 : Mudalvan de S. Shankar : Thenmozhi
- 1999 : Kachche Dhaage de Milan Luthria : Ruksana
- 1999 : Lal Baadshah de K.C. Bokadia : Kiran
- 1999 : Laawaris de Shrikant Sharma : Anshu Mehra
- 1999 : Jai Hind de Manoj Kumar : Sheetal
- 1999 : Kartoos de Mahesh Bhatt : Mini
- 1999 : Mann de Indra Kumar: Priya Verma
- 1999 : Hindustan Ki Kasam de Veeru Devgan : Roshanaara
- 2000 : Khauff de Sanjay Gupta : Neha Verma
- 2000 : Baaghi de Rajesh Kumar Singh: Rani
- 2000 : Raja Ko Rani Se Pyar Ho Gaya de Mangesh Kulkarni : Manisha
- 2000 : Champion de Padam Kumar et Jana Sue Memel : Sapna Khanna
- 2001 : Grahan de Shashila K. Fair : Paro, Parvati Shastri
- 2001 : Chhupa Rustam : A Musical Thriller de Aziz Sejawal : Nisha
- 2001 : Lajja de Rajkumar Santoshi : Vaidehi
- 2001 : Aalavandhan de Suresh Krissna : Sharmilee
- 2001 : Moksha : Salvation de Ashok Mehta : Ritika Sanyal
- 2002 : Company de Ram Gopal Varma : Saroja
- 2002 : Baba (en) de Suresh Krissna : Chamundeswari
- 2002 : Jaani Dushman : Ek Anokhi Kahani de Rajkumar Kohli : Vasundhara
- 2002 : Ek Chhotisi Love Story de Shashilal K. Nair
- 2003 : Escape from Taliban de Ujjal Chattopadhyaya : Sushmita Bannerjee
- 2003 : Calcutta Mail de Sudhir Mishra : Sanjana
- 2003 : Market de Jay Prakash : Muskaan Bano
- 2004 : Paisa Vasool de Srinivas Bhashyam: Maria Rozario
- 2004 : Tum? de Aruna Raje : Kamini Gupta
- 2005 : Chaahat Ek Nasha de Jay Prakash et Surya Prakash : Mallika Arora
- 2005 : Mumbai Express de Srinivasa Rao Singeetham : Ahilya
- 2005 : Taj Mahal : An Eternal Love Story de Akbar Khan : Princesse Jahan Ara
- 2006 : Darwaza Bandh Rakho de J.D. Chakravarthi
- 2007 : Anwar de Manish Jha
- 2008 : Tulsi: Mathrudevobhava d'Ajay Kumar
- 2008 : Sirf....Life Looks Greener on the Other Side
- 2008 : Mehbooba
- 2008 : Khela
- 2009 : Do Paise Ki Dhoop, Chaar Aane Ki Baarish
- 2010 : Ek Second: Jo Zindagi Badal De de Partho Ghosh : Raashi
- 2010 : Dharmaa de Dipendra K. Khanal
- 2010 : Elektra de Shyamaprasad
- 2011 : Mappillai de Suraj : Rajeshwari
- 2011 : I Am d'Onir : Rubina
- 2012 : Bhoot Returns de Ram Gopal Varma : Namrata Awasthi
- 2018 : Sanju de Rajkumar Hirani : Nargis
- 2024 : Heeramandi : Les diamants de la cour (série télévisée) : Mallikajaan

### Productrice
- 2004 : Paisa Vasool de Srinivas Bhashyam

## Distinctions
| Année | Distinction                                 | Catégorie                                                                 | Film                   | Résultat   |
| ----- | ------------------------------------------- | ------------------------------------------------------------------------- | ---------------------- | ---------- |
| 1994  | Smita Patil Memorial Award                  | Contribution au cinéma indien                                             | —                      | Lauréat    |
| 1995  | Filmfare Awards                             | Meilleure actrice                                                         | 1942: A Love Story     | Nomination |
| 1996  | Filmfare Awards                             | Meilleure actrice                                                         | Bombay                 | Lauréat    |
| 1996  | Filmfare Awards                             | Meilleure prestation                                                      | Bombay                 | Lauréat    |
| 1996  | Filmfare Awards                             | Meilleure actrice                                                         | Akele Hum Akele Tum    | Nomination |
| 1997  | Filmfare Awards                             | Meilleure prestation                                                      | Khamoshi : The Musical | Lauréat    |
| 1997  | Filmfare Awards                             | Meilleure actrice                                                         | Khamoshi : The Musical | Nomination |
| 1997  | Screen Awards                               | Meilleure actrice                                                         | Khamoshi : The Musical | Lauréat    |
| 1999  | Filmfare Awards                             | Meilleure prestation                                                      | Dil Se                 | Nomination |
| 1999  | Screen Awards                               | Meilleure actrice                                                         | Dil Se                 | Nomination |
| 2003  | Filmfare Awards                             | Meilleure actrice - critiques (partagé avec Rani Mukherjee pour Saathiya) | Company                | Lauréat    |
| 2004  | Bengal Film Journalists' Association Awards | Meilleure actrice                                                         | Escape from Taliban    | Nomination |
| 2012  | Filmfare Awards                             | Meilleure actrice dans un second rôle                                     | Mappillai              | Nomination |